# دانيال بييشلر
دانيال بييشلر (بالألمانية: Daniel Beichler)‏ (13 أكتوبر 1988 بغراتس في النمسا - ) هو لاعب كرة قدم نمساوي في مركز الوسط. شارك مع منتخب النمسا تحت 21 سنة لكرة القدم ومنتخب النمسا لكرة القدم. أما مع النوادي، فقد لعب مع شتورم غراتس ونادي دويسبورغ ونادي ريجينا ونادي سانت بولتن ونادي سانت غالن ونادي ساندهاوزن ونادي هرتا برلين ونادي رييد وHertha BSC II ‏.

## وصلات خارجية
- دانيال بييشلر على موقع الاتحاد الدولي (مؤرشف)  (الإنجليزية)
- دانيال بييشلر على موقع قاعدة بيانات كرة القدم.إي يو (الإنجليزية)
- دانيال بييشلر على موقع بيانات كرة القدم. دي إي (الألمانية)
- دانيال بييشلر على موقع ناشيونال فوتبول تيمز (الإنجليزية)
- دانيال بييشلر على موقع عالم كرة القدم.نت (الإنجليزية)